# Gastrafetes

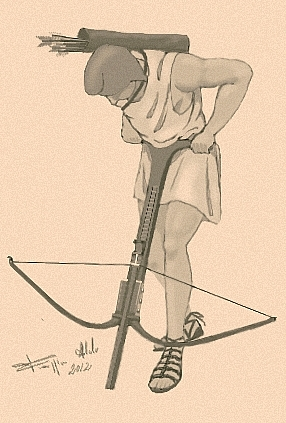
Gastrafetes siracusià com els utilitzats en el setge de Mòtia.

El gastrafetes (en grec antic γαστραφέτης, literalment 'ventre arquejat') era una arma de no torsió, una ballesta portàtil, usada pels antics grecs.
Una versió més grossa del gastrafetes (potser la que es va fer servir en el setge de Mòtia) era l'oxybolos, que s'emprava com a màquina de setge. Aquest últim va ser substituït més tard per les primeres balistes, que posteriorment també van ser desenvolupades en versions de grandària reduïda i que acabarien per substituir al gastrafetes.

## Descripció
L'arma es carregava amb un arc compost. Per carregar-la, es posava l'estómac en un buit en la part posterior de la culata del gastrafetes i es tibava pressionant cap avall amb gran força. D'aquesta manera, es podia generar molta més energia potencial que si s'utilitzés solament un braç de l'arquer, com en el cas de l'arc simple.
Va ser descrit al segle I per l'autor grec Heró d'Alexandria en la seva obra Belopoeica (en grec antic βελοποίικα, 'Sobre la fabricació de catapultes') i es basava en una altra més antiga de Ctesibi. La data de la seva invenció podria rondar el 400 a. C., ja que en el 397 aC, Dionís el Vell va utilitzar contra els cartaginesos, en el setge de la ciutat siciliana de Mòtia, una nova versió altament desenvolupada pels seus enginyers militars i que tenia un gran abast.
Aquesta arma era, en síntesi, un enorme arc (de més de 4 m), muntat sobre un bastidor de fusta que com a principals components tenia un disparador-que era una barra ranurada- i un lliscador. No deixava de ser una ballesta primitiva, que al llarg de la ranura del disparador es llançaven tretes de fusta amb una trajectòria rectilínia.
En abast superava a l'arc compost, doncs podia disparar projectils fins a més de 250 m de distància. El gastrafetes podia llançar pedres (o  tretes de pes equivalent) d'uns 1,8 kg a més de 200 m.
No s'han trobat restes arqueològiques d'aquest enginy bèl·lic, però la descripció que va fer Heró és bastant detallada i ha permès fer-ne reconstruccions.